# Moritz Momme Nissen
Moritz Momme Nissen (født 17. februar 1822 i Stedesand, død 29. december 1902 i Sønderup) var en nordfrisisk kunstner, lærer og sprogforsker. 
Han blev født som søn af en fattig landmand. Efter et par år som hjælpelærer og en tre-årig læreruddannelse på seminarium i Tønder blev han lærer i Brunsbüttel, Kiel og Gammendorf på Femer. Fra 1858 var han lærer og kordegn i landsbyen Nebel på friserøen Amrum. Inspireret af den derværende præst Lorenz Friedrich Mechlenburg begyndte Nissen her arbejdet med en flere dialekter omfattende nordfrisisk ordbog. Støtte fik han også fra den frisiske forfatter Knut Jungbohn Clement. Arbejdet på ordbogen blev først afsluttet i 1889. Ordbogen omfattede seks bind og er op til i dag en vigtig opslagsværk for det nordfrisiske sprog. Dessuden skrev han en række teaterstykker og digte på Kærherredfrisisk. Der kan blandt andet nævnes digtsamlinger De freske Sjemstin (Det frisiske spejl) og Di Makker tu di freske Sjemstin (Det frisiske spejls kamerat). Han skrev også eposen Hengist, som handlede om Hengists og Horsas landnam på Britannien. Efter den 2. Slesvigske krig i 1865 blev Nissen lærer og kordegn i sin hjemby Stedesand på fastlandet. I 1888 blev han pensioneret, men forblev endnu et på år som kordegn i Stedesand. Skuffet over den manglende videnskabelige anerkendelse og ikke mindst over nordfrisernes passivitet med hensyn til deres egen sprog flyttede han i de sidste år til Sønderup i Angel, hvor han døde forarmet i 1902. 